# Scutellaria attenuifolia
Scutellaria attenuifolia là một loài thực vật có hoa trong họ Hoa môi. Loài này được Suddee & A.J.Paton mô tả khoa học đầu tiên năm 2007.